# میدرس
میدرس (به آلمانی: Mieders) یک منطقهٔ مسکونی در اتریش است که در اینسبروک لند واقع شده‌است. میدرس ۱۶٫۵ کیلومتر مربع مساحت دارد ۹۵۲ متر بالاتر از سطح دریا واقع شده‌است.